# 伯利兹奥林匹克和英联邦运动会协会
伯利兹奥林匹克和英联邦运动会协会（英語：Belize Olympic and Commonwealth Games Association，IOC编码：BIZ）是代表伯利兹的国家奥林匹克委员会。伯利兹奥林匹克和英联邦运动会协会成立于1968年，并于同年获得国际奥林匹克委员会的认可。该组织也是泛美体育组织的成员。

## 外部连结
- 官方网站 （英文）